# 구울

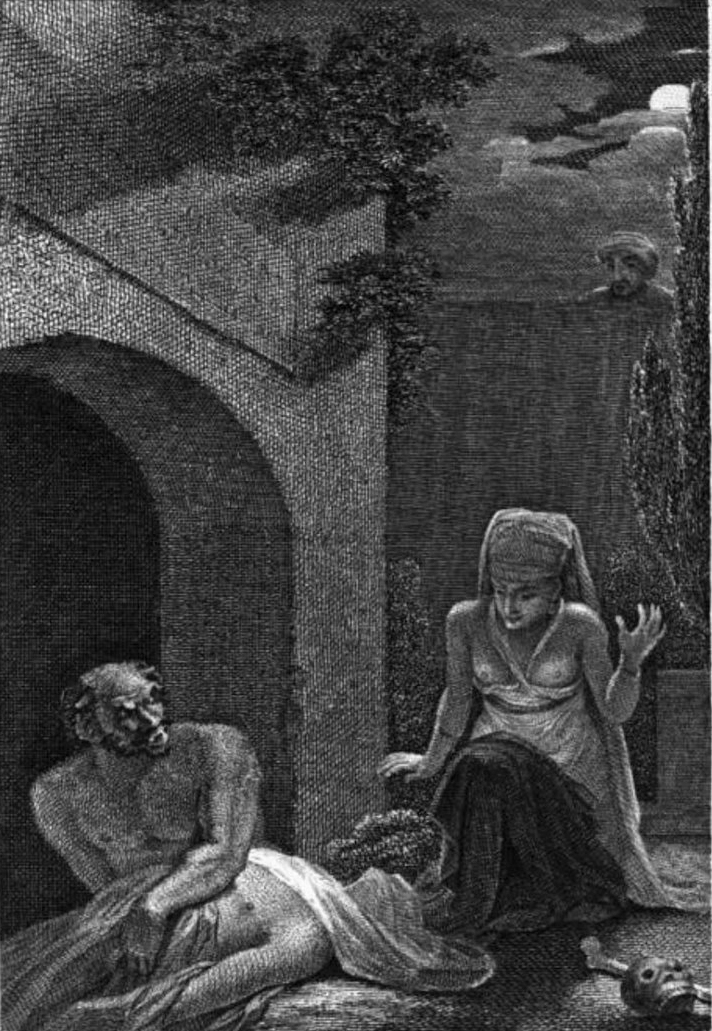
천일야화에 등장하는 구울

구울(아랍어: غول ghūl[*], 영어: Ghoul 굴[*]) 또는 식시귀(중국어 정체: 食屍鬼 shíshī guǐ)는 페르시아와 아랍 신화에 등장하는 괴물로, 묘지 주변을 배회하며 인간의 육체를 섭취한다. 구울에 관한 가장 오래된 기록은 천일야화로 추정되며, 1786년 영국의 소설가가 쓴 오리엔트 문화에 관한 장편 소설인 바테크에서 구울이라는 용어가 공포 크리처로 처음 사용되었다.
이들은 주로 묘지나 사람이 살지 않는 지역에서 산다. 구울은 진의 사악한 유형이며, 이비스에 의해 섬겨졌다.
아랍 신화에서의 구울은 사막에서 살며, 하이에나와 같은 동물로 변신할 수 있는 능력을 가진 것으로 추정된다. 구울은 여행자들을 사막으로 유인하여 살해한 뒤 잡아먹으며, 어린 아이나 이전에 죽였던 시체를 먹기도 한다. 또한, 구울은 묘비를 훔치거나, 피를 빨거나, 돈을 빼앗기도 한다.
아랍어에서 여성 구울을 '구울라 (غولة)'라고 하며, 복수형은 '길란(غيلان)'이다. 구어체 아랍어에서는 구울이라는 용어가 '탐욕스러운 사람'을 속된 말로 비유하는 데 사용되기도 한다. 구울은 배를 두 번 가르면 다시 살아난다.

## 현대 판타지의 구울
현대 판타지, 특히 흡혈귀물에서 구울은 좀비의 일종으로 동일시된다.

## 다른 쓰임
페르세우스자리의 알골은 'al-ghūl'(아랍어: الغول, 'the ghoul'이라는 뜻)에서 따왔다.
폴아웃 게임에서도 구울이 나오나 대화가 가능하다 (야생구울은 적이다.)

## 같이 보기
- 오거
- 보기맨
- 아귀 (신화)
- 브리콜라카스
- 웬디고